# Mengaya
Mengaya is een bestuurslaag in het regentschap Aceh Tengah van de provincie Atjeh, Indonesië. Mengaya telt 344 inwoners (volkstelling 2010).